# Charles C. Van Siclen
 (septembre 2023).
Si vous disposez d'ouvrages ou d'articles de référence ou si vous connaissez des sites web de qualité traitant du thème abordé ici, merci de compléter l'article en donnant les références utiles à sa vérifiabilité et en les liant à la section « Notes et références ».
Charles Cornell Van Siclen est un égyptologue américain qui a travaillé dans les années 1970 sur les collections égyptiennes de l'université Stanford au Cantor Center for Visual Arts, anciennement le musée universitaire. Il a passé en revue la collection égyptienne de l'université, identifiant de nombreuses pièces qui avaient perdu des informations cruciales à la suite du tremblement de terre de 1906 qui a détruit irrémédiablement les trois quarts du bâtiment dont les galeries romaines, égyptiennes et asiatiques.

## Publications
- Wall Scenes from the Tomb of Amenhotep (Huy) Governor of Bahria Oasis, 1981, San Antonio, Texas
- Two Theban monuments from the reign of Amenhotep II, 1982, San Antonio, Texas
- A concordance of object numbers from the Hilton Price Collection to the (Sotheby) Sale Catalogue, 1985, San Antonio, Texas,  (ISBN 0933175043)
- Varia aegyptiaca, 1985, San Antonio, Texas,  (ISSN 0887-4026)
- The alabaster shrine of King Amenhotep II, 1986, San Antonio, Texas,  (ISBN 0933175051)  (ISBN 9780933175051)
- Amenhotep II’s Bark Chapel for Amun at North Karnak, BIFAO, no 86, 1987, p. 353-359
- avec William Joseph Murnane, Boundary Stelae Of Akhentaten, 2016, Routledge,  (ISBN 1138964948),  (ISBN 9781138964945)